# Казангулово
Казангу́лово (рос. Казангулово, башк. Ҡаҙанғол) — село у складі Давлекановського району Башкортостану, Росія. Адміністративний центр Казангуловської сільської ради.
Населення — 441 особа (2010; 382 в 2002).
Національний склад:
- башкири — 94 %